# 마카오의 행정장관
마카오의 행정장관(포르투갈어: Chefe do Executivo de Macau), (중국어 정체자: 澳門特別行政區行政長官, 간체자: 澳門特別行政区行政长官, 병음: Àoméntèbiéxíngzhèngqūxíngzhèngzhǎngguān 아오먼 터볘 싱정취 싱정장관[*], 광둥어: 澳門特別行政區行政長官 오우문닥빗항징커이 항징정군은 국가수반에 해당하는 마카오의 행정장관이다. 다른 명칭으로 특구수장 또는 장관이라고도 부르며 마카오 총독에 이어서 마카오 전체를 대표하는 직무이다. 선거위원회가 선출하며, 국무원총리(중앙인민정부 수장, 중화인민공화국정부 수반)가 임명하며, 매회 임기는 5년 연임제이고, 최대 1회에 한하여 연임이 가능하다.

## 역대 행정장관 목록(1999년~ )
| 대 | 사진             | 이름          | 출생일~사망일    | 취임일           | 퇴임일                                 | 선거                                  |
| -- | ---------------- | ------------- | ---------------- | ---------------- | -------------------------------------- | ------------------------------------- |
| 1  |                  | 이드문드 호   | 1955년 3월 13일~ | 1999년 12월 20일 | 2004년 12월 19일                       | (1999년 선거결과: 163표/200표, 81.5%) |
| 1  | 2004년 12월 20일 | 이드문드 호   | 1955년 3월 13일~ | 2009년 12월 19일 | (2004년 선거결과: 296표/300표, 98.67%) |                                       |
| 2  |                  | 페르난두 추이 | 1957년 1월 13일~ | 2009년 12월 20일 | 2014년 12월 20일                       | (2009년 선거결과: 282표/300표, 94%)   |
| 2  | 2014년 12월 20일 | 페르난두 추이 | 1957년 1월 13일~ | 2019년 12월 20일 | (2014년 선거결과: 380표/400표, 95%)    |                                       |
| 3  |                  | 호얏셍        | 1957년 6월 12일~ | 2019년 12월 20일 | 2024년 12월 20일                       | (2019년 선거결과: 392표/400표, 98%)   |
| 4  |                  | 삼 호우파이   | 1962년 5월~      | 2024년 12월 20일 |                                        | (2024년 선거결과: 394표/398표, 99%)   |

## 같이 보기
- 중화인민공화국의 주석
- 중화인민공화국의 국무원총리
- 홍콩의 행정장관
- 중화민국 총통